# 戸塚終点
座標: 北緯35度24分47秒 東経139度32分01秒 / 北緯35.41306度 東経139.53361度

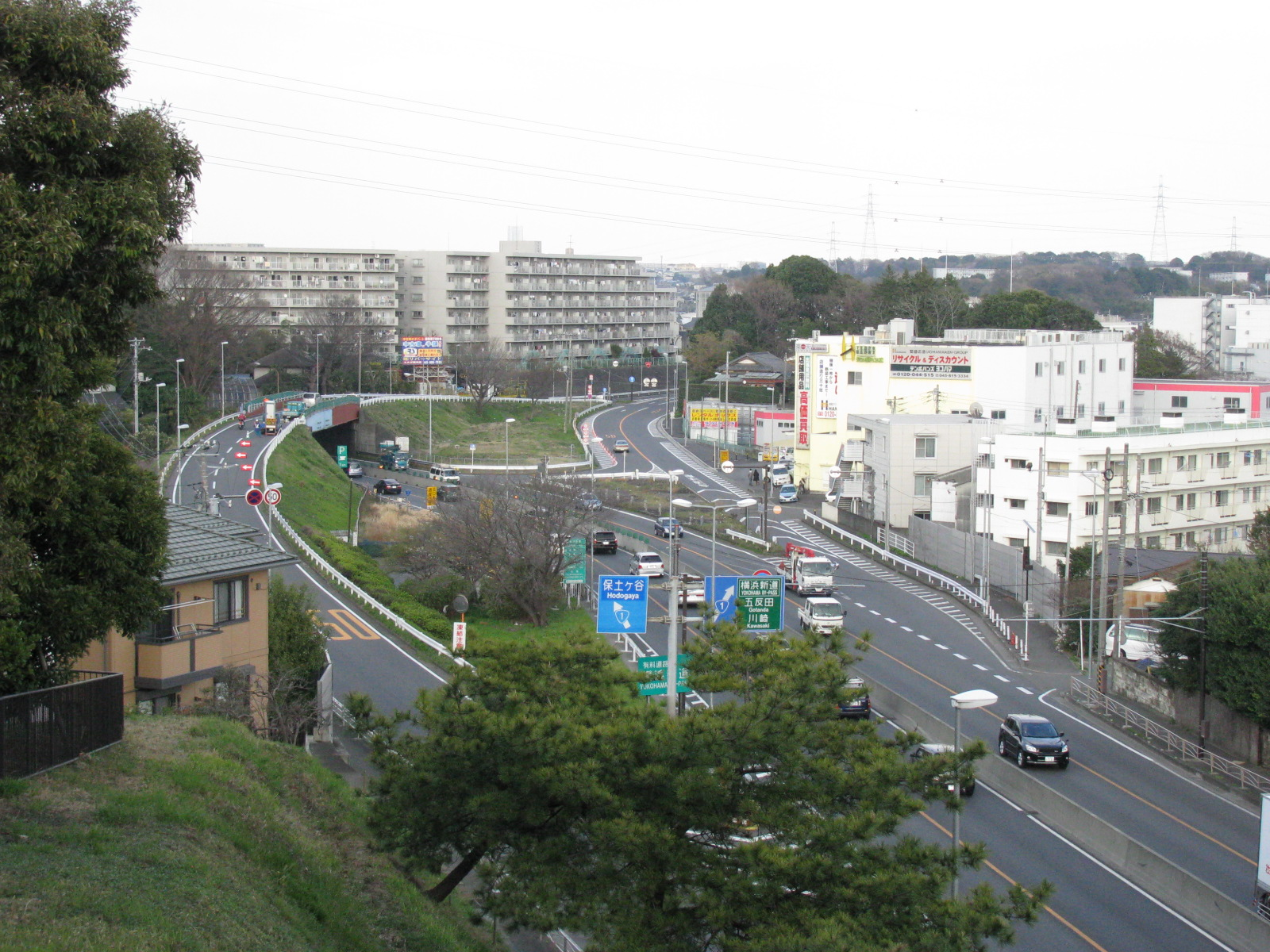
戸塚終点

戸塚終点（とつかしゅうてん）は、神奈川県横浜市戸塚区上矢部町にある横浜新道の終点であり、国道1号戸塚道路に接続している。戸塚終点から上矢部ICまでの区間は無料で通行できる。なお、この施設はインターチェンジではない。
横浜環状南線で計画されている戸塚IC（仮称）の位置は、原宿（吹上交差点付近）であり、この横浜新道の戸塚終点とは別の施設である。

## 接続する道路
- E83横浜新道
- 国道1号戸塚道路

## 周辺
- 戸塚駅

## 隣
E83 横浜新道
(15) 上矢部IC - 戸塚終点